# Heriaeus maurusius
Heriaeus maurusius är en spindelart som beskrevs av Loerbroks 1983. Heriaeus maurusius ingår i släktet Heriaeus och familjen krabbspindlar.
Artens utbredningsområde är Marocko. Inga underarter finns listade i Catalogue of Life.